# Arima (Trinidad und Tobago)
Arima ist der Name der fünftgrößten Stadt in Trinidad und Tobago sowie des dazugehörigen Boroughs (Verwaltungsbezirk) The Royal Chartered Borough of Arima.

## Lage
Arima liegt zentral im Nordteil der Insel Trinidad, südlich der Northern Range. Die Hauptstadt von Trinidad und Tobago, Port of Spain, befindet sich 26 Kilometer westlich. Arima markiert das östliche Ende des East-West Corridor, der dicht besiedelten Metropolregion Port of Spain.

## Geschichte
Arima wurde 1757 von Kapuzinern gegründet. Der Name der Stadt stammt aus dem Arawak, ist auf den an der östlichen Stadtgrenze entlang verlaufenden Arima River zurückzuführen und bedeutet schlicht „Wasser“. 1785 wurde Arima zum letzten Arawak-Reservat auf Trinidad, da alle anderen bekannten Stämme durch Gouverneur José María Chacón nach Arima umgesiedelt wurden, um Siedlungsland für französischstämmige Katholiken bereitzustellen. Den Status einer Stadt erlangte Arima 1888 durch einen Erlass von Königin Victoria. 2012 wurde ein Marskrater nach der Stadt benannt.

## Einrichtungen
In Arima befindet sich das Arima Velodrome, eine 440 Meter lange Freiluft-Radrennbahn aus Beton, eine von drei Radrennbahnen auf Trinidad. Mit dem Santa Rosa Park befindet sich außerdem die einzige Pferderennbahn Trinidads in Arima. Das Larry Gomes Stadium ist ein Fußballstadion mit 10.000 Plätzen, das für die U-17-Fußball-Weltmeisterschaft 2001 gebaut wurde, Heimstadion des Fußballvereins Caledonia AIA ist und auch für Leichtathletikveranstaltungen genutzt wird.

## Persönlichkeiten
- Lauderic Caton (1910–1999), Jazzgitarrist
- Lord Kitchener (1922–2000), Komponist und Sänger
- Charles Joseph (* 1952), Sprinter
- Clayton Ince (* 1972), Fußballspieler
- Seon Power (* 1984), Fußballspieler
- Christopher Sellier (* 1986), Radrennfahrer
- Adrian Foncette (* 1988), Fußballspieler
- Deon Lendore (1992–2022), Sprinter
- Kai Selvon (* 1992), Sprinterin
- Kwesi Browne (* 1994), Radsportler
- Keiana Lester (* 1997), Radsportlerin

## Galerie

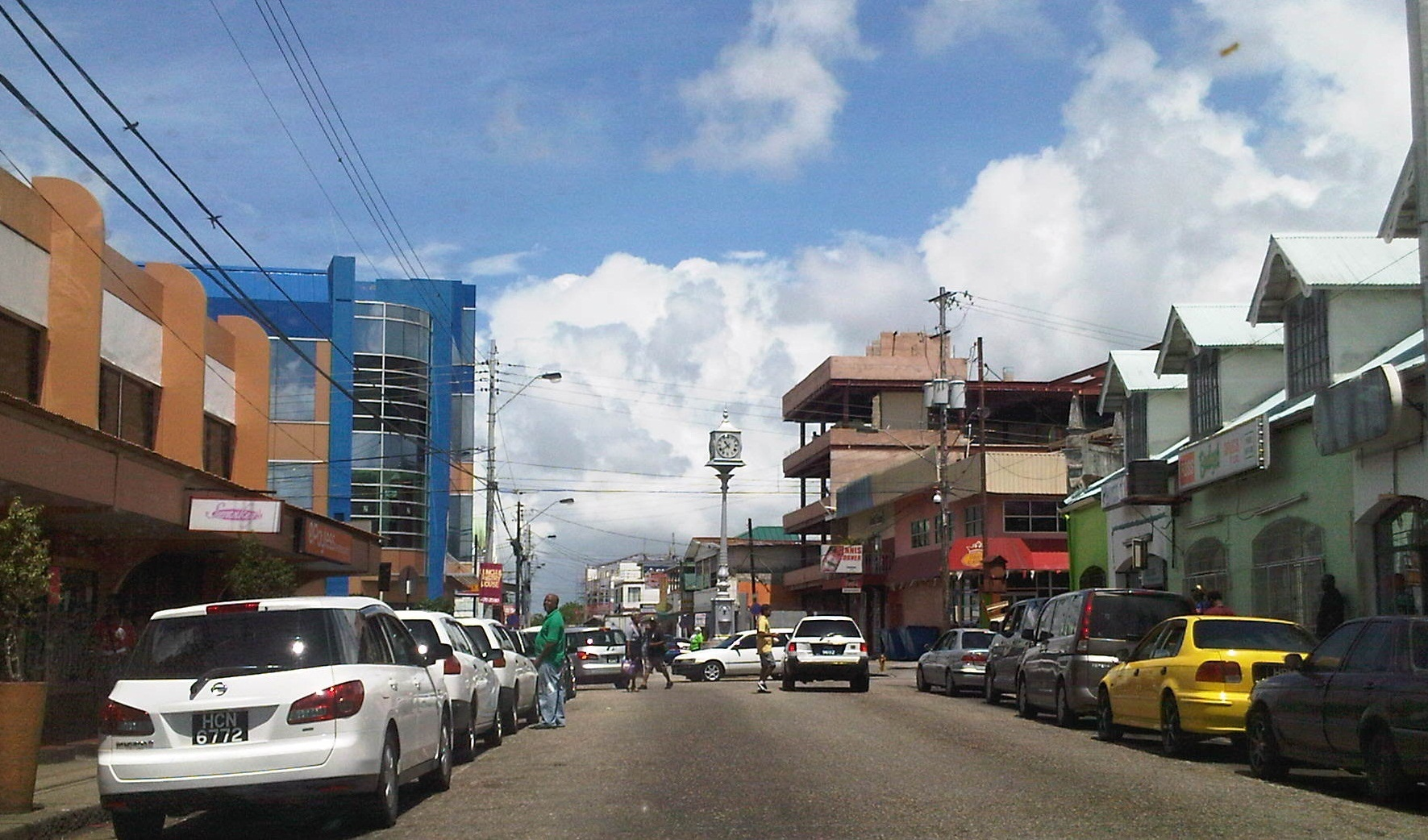
Broadway
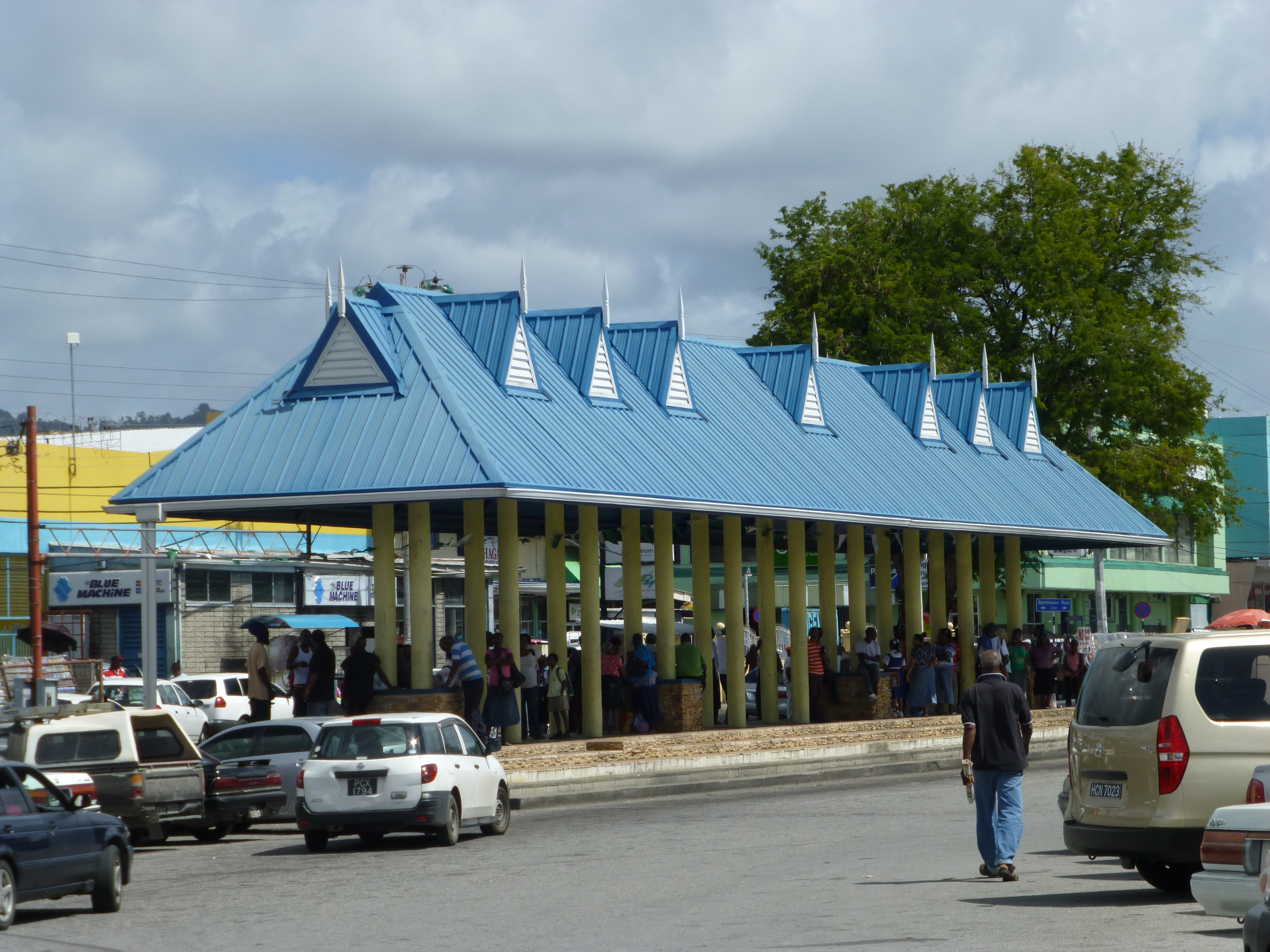
Busbahnhof
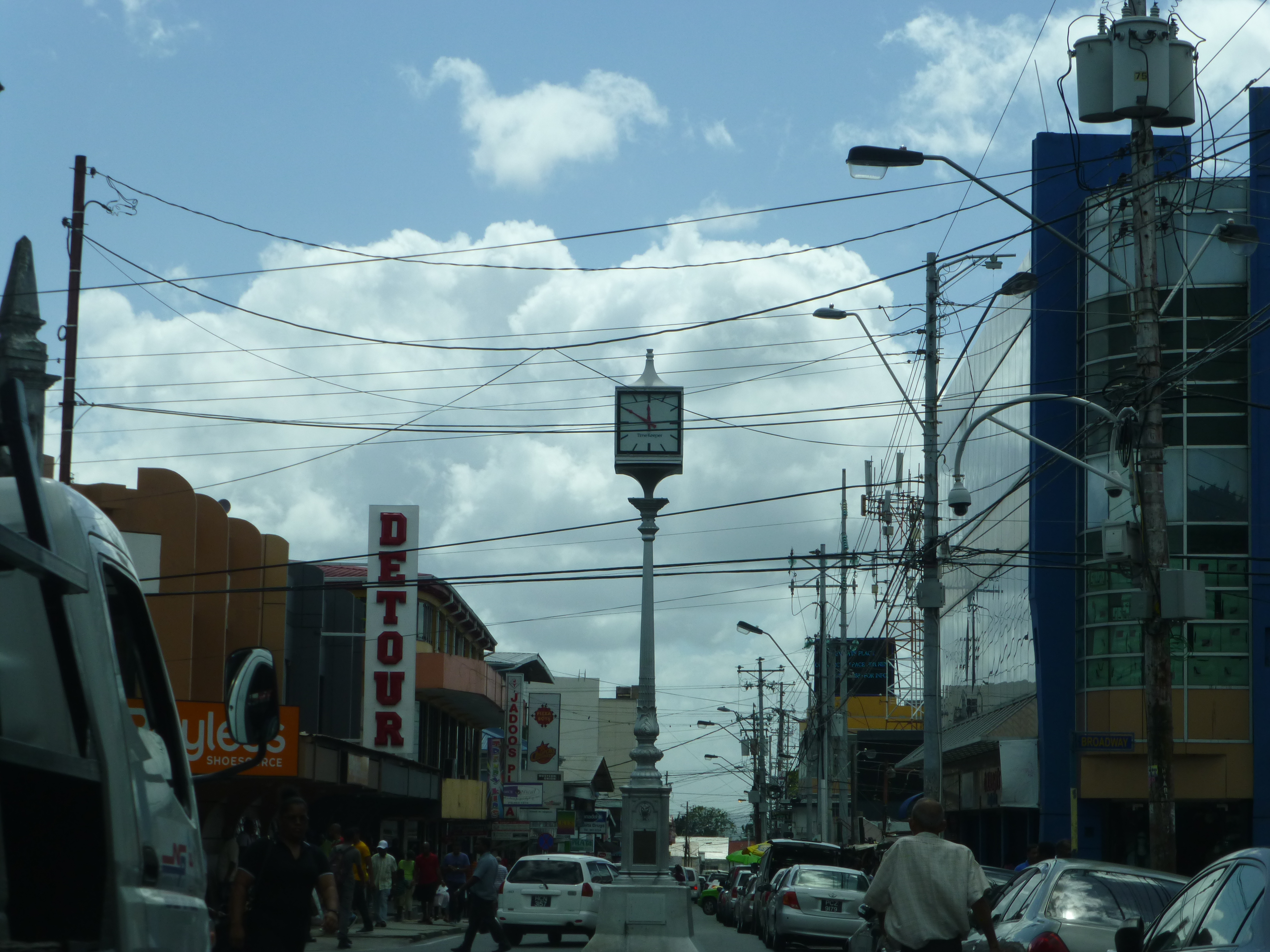
The Dial
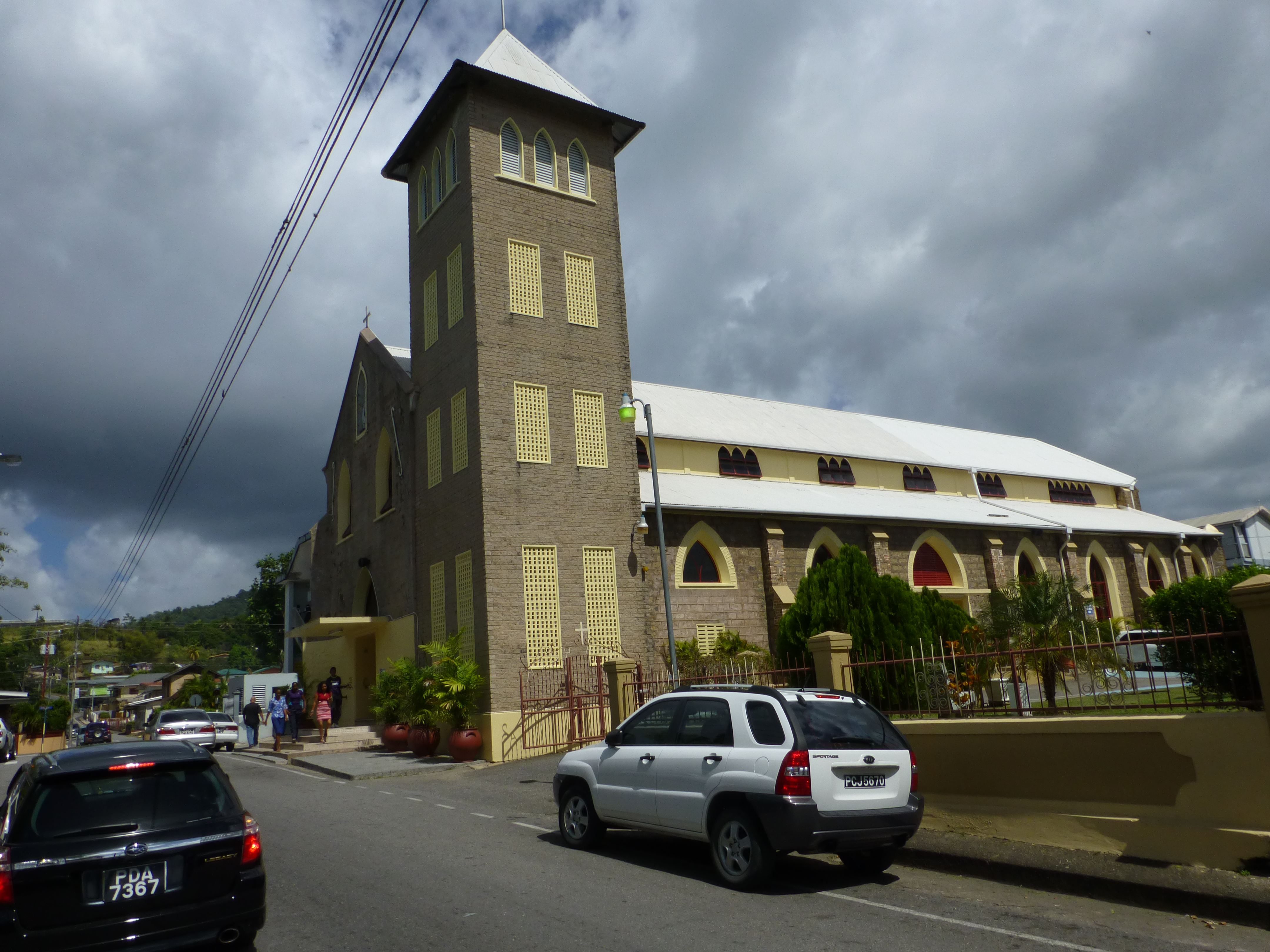
Santa Rosa RC Church
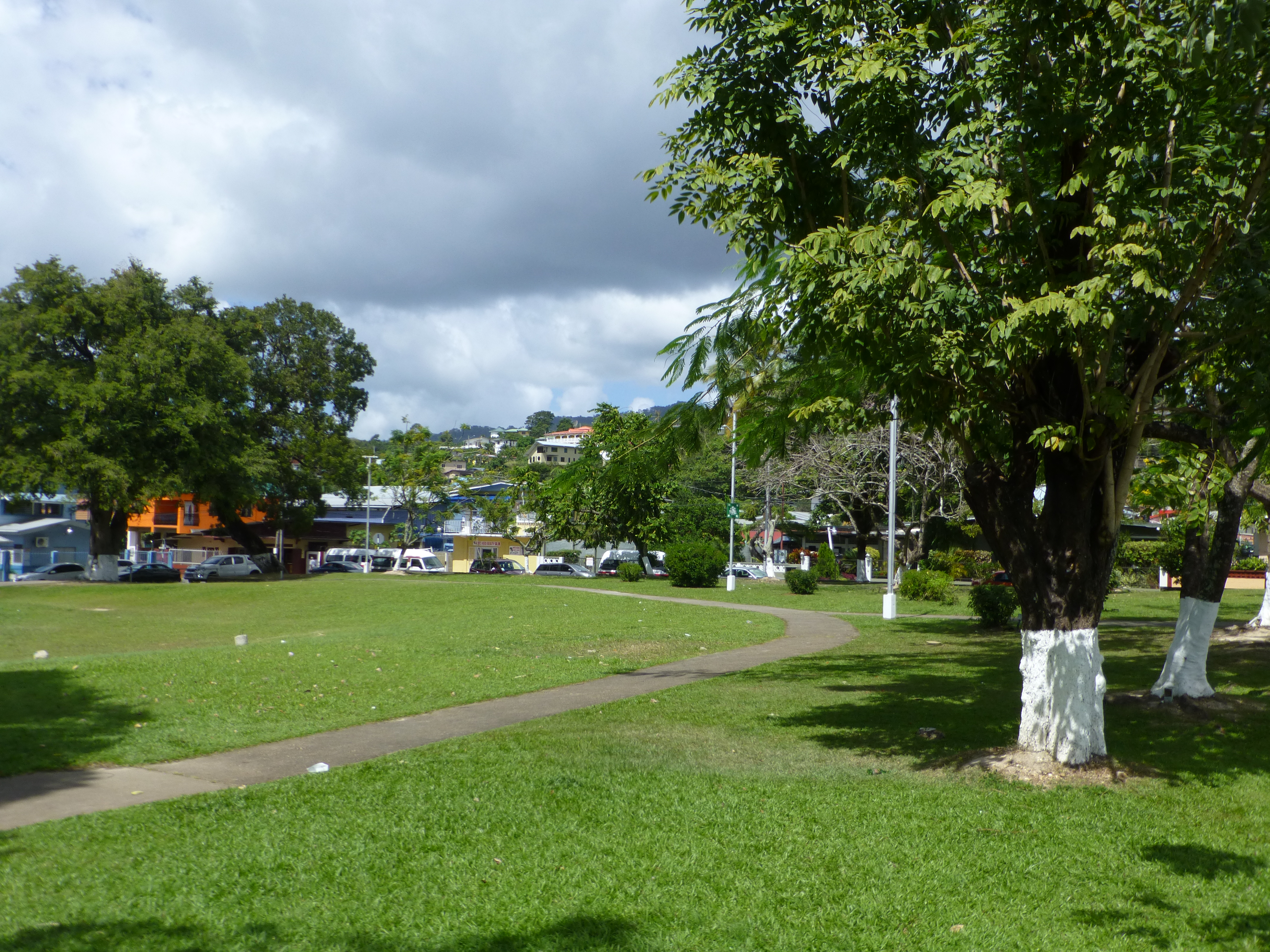
Park der Santa Rosa Church
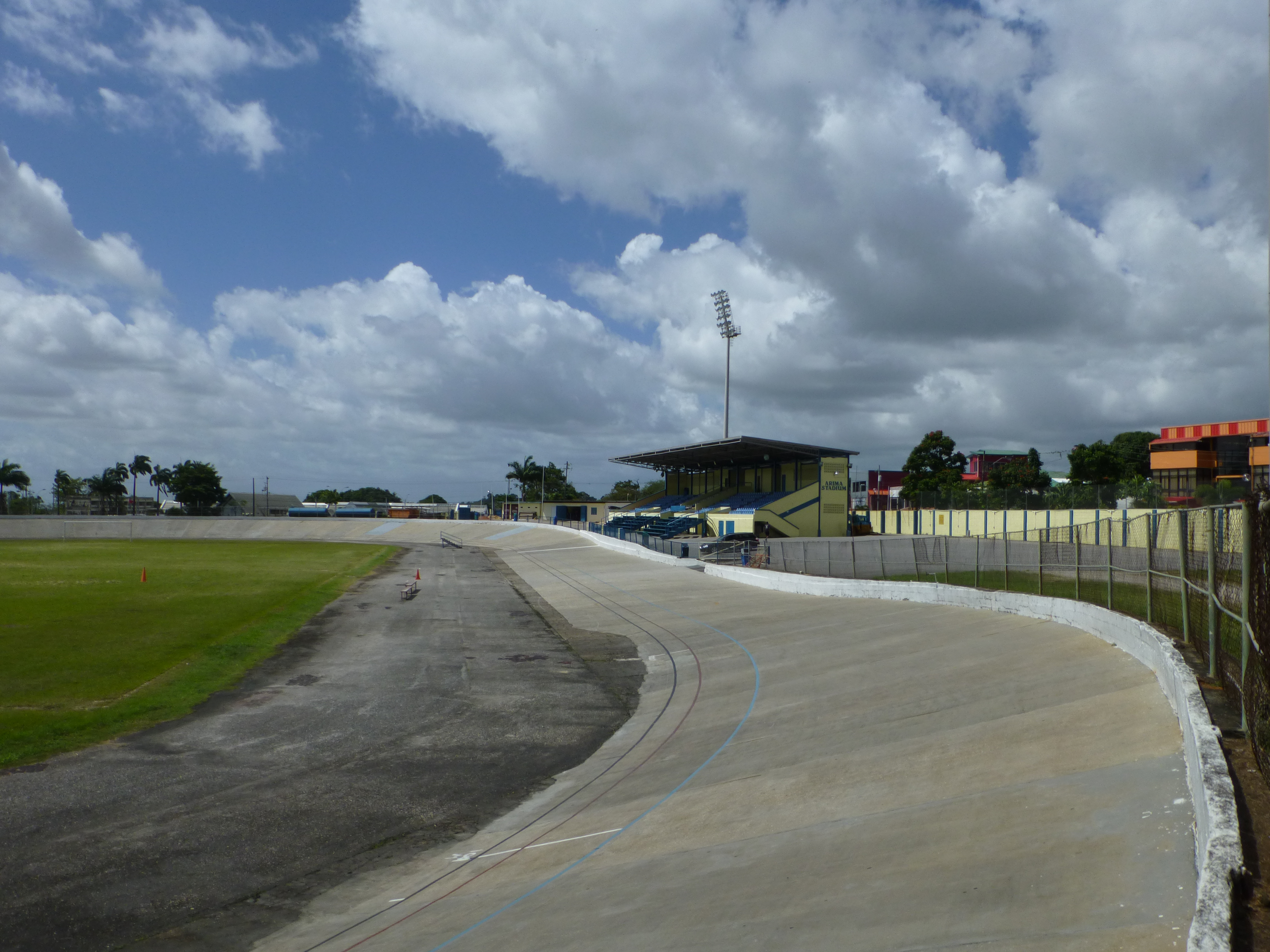
Arima Velodrome